# شهرستان جوهر
شهرستان جوهر یک منطقهٔ مسکونی در سومالی است که در شبل میانه واقع شده‌است. شهرستان جوهر ۲۶۹٬۸۵۱ نفر جمعیت دارد.